# Jocelyn Flores
«Jocelyn Flores» — пісня, написана та виконана американським репером XXXTentacion. Трек входить до альбому «17» (2017). Пісня поступила на радіо 31 жовтня 2017 року, як другий сингл альбому, і присвячена Джоселін Ампаро Флорес, моделі і подрузі XXXTentacion, яка 14 травня 2017 року скоїла самогубство .

## Підґрунтя
Назва та сюжет — дань поваги Джоселін Флорес, подрузі Джасея, яка скоїла самогубство (через депресію) 14 травня 2017 року у Флориді, де вона знімалась для фотосесії. Незабаром після її смерті, XXXTentacion також присвячував їй пісню «Revenge».

## Композиція
Пісня триває 1 хвилину 59 секунд і побудована навколо пісні продюсера Potsu «I'm Closing My Eyes», яка містить вокал Шайло Дайнасті. Структурно пісня розпочинається зі звукової петлі, яка містить вокальний зразок та акустичний інструментарій, після чого також йде приспів та куплет.

## Популярність
Пісня «Jocelyn Flores» посіла 31 сходинку в американському Billboard Hot 100, а після смерті виконавця зрештою досягла максимуму на 19 сходинці. Трек дебютував 56 місцем на UK Singles Chart. Окрім того, пісня посіла 14 місце на британському R & B Chart, а також досягла четвертої сходинки на UK Independent Chart.

## Учасники
- XXXTentacion — репер, автор пісень.
- Potsu — продюсер.
- Jon FX — інженер-змішувач.
- Koen Heldens — інженер-змішувач.

## Чарти
| Чарт (2017—2018)                          | Найвища позиція |
| ----------------------------------------- | --------------- |
| Австралія (ARIA)                          | 8               |
| Австрія (Ö3 Austria Top 75)               | 24              |
| Бельгія (Ultratip Flanders)               | 10              |
| Бельгія (Ultratip Wallonia)               | 17              |
| Канада (Canadian Hot 100)                 | 14              |
| Чехія (Singles Digitál Top 100)           | 9               |
| Denmark (Tracklisten)                     | 14              |
| Фінляндія (Suomen virallinen lista)       | 15              |
| Франція (SNEP)                            | 38              |
| Угорщина (Stream Top 40)                  | 20              |
| Ireland (IRMA)                            | 22              |
| Italy (FIMI)                              | 30              |
| Нідерланди (Mega Single Top 100)          | 17              |
| New Zealand (Recorded Music NZ)           | 4               |
| Norway (VG-lista)                         | 10              |
| Шотландія (Official Charts Company)       | 60              |
| Словаччина (Singles Digitál Top 100)      | 11              |
| Spain (PROMUSICAE)                        | 51              |
| Sweden (Sverigetopplistan)                | 7               |
| Швейцарія (Media Control AG)              | 21              |
| Велика Британія (Official Charts Company) | 39              |
| Велика Британія (UK Indie Chart)          | 2               |
| Велика Британія (UK R&B Chart)            | 14              |
| США (Billboard Hot 100)                   | 19              |
| США (Hot R&B/Hip-Hop Songs) (Billboard)   | 13              |

| Чарт (2017)                          | Позиція |
| ------------------------------------ | ------- |
| US Hot R&B/Hip-Hop Songs (Billboard) | 75      |

| Чарт (2018)                     | Позиція |
| ------------------------------- | ------- |
| Denmark (Tracklisten)           | 74      |
| France (SNEP)                   | 198     |
| New Zealand (Recorded Music NZ) | 43      |
| Sweden (Sverigetopplistan)      | 61      |

## Cертифікації
| Регіон | Сертифікація  | Продажі   |
| --- | ------------- | --------- |
| Данія (IFPI Denmark)                                                                                                   | 2× Платиновий | 180 000   |
| Франція (SNEP) | Діамантовий   | 333 333   |
| Німеччина (BVMI) | Платиновий    | 400 000   |
| Італія (FIMI) | 2× Платиновий | 140 000   |
| Нова Зеландія (RIANZ)                                                                                                  | Платиновий    | 30 000    |
| Велика Британія (BPI)                                                                                                  | 2× Платиновий | 1 200 000 |
| США (RIAA) | 8× Платиновий | 8 000 000 |
| Streaming |               |           |
| Греція (IFPI Greece)                                                                                                   | Платиновий    | 2 000 000 |
| продажі+прослуховування, що базуються лише на сертифікаціях · лише прослуховування, що базуються лише на сертифікаціях |               |           |